# Níki (Larissa)
Níki, en grec moderne : Νίκη, est un village du dème de Kilelér, district régional de Lárissa, en Thessalie, Grèce.
Selon le recensement de 2011, la population du village s'élève à 277 habitants.